# Iulia Necula
Iulia Necula (Constanța, 26 april 1986, Roemenië) is een voormalig Roemeens professioneel tafeltennisster. Zij speelt rechtshandig met de shakehandgreep.
Zij nam namens haar land deel aan de Olympische Zomerspelen 2008 maar won geen medailles.

## Belangrijkste resultaten
- Zilver met het team op de Europese kampioenschappen 2010.
- Zilver met het team op de Europese kampioenschappen 2013.
- Brons met het team op de Europese kampioenschappen 2008.